# Prise de Rome
Pour les articles homonymes, voir Bataille de Rome.
Unification italienne

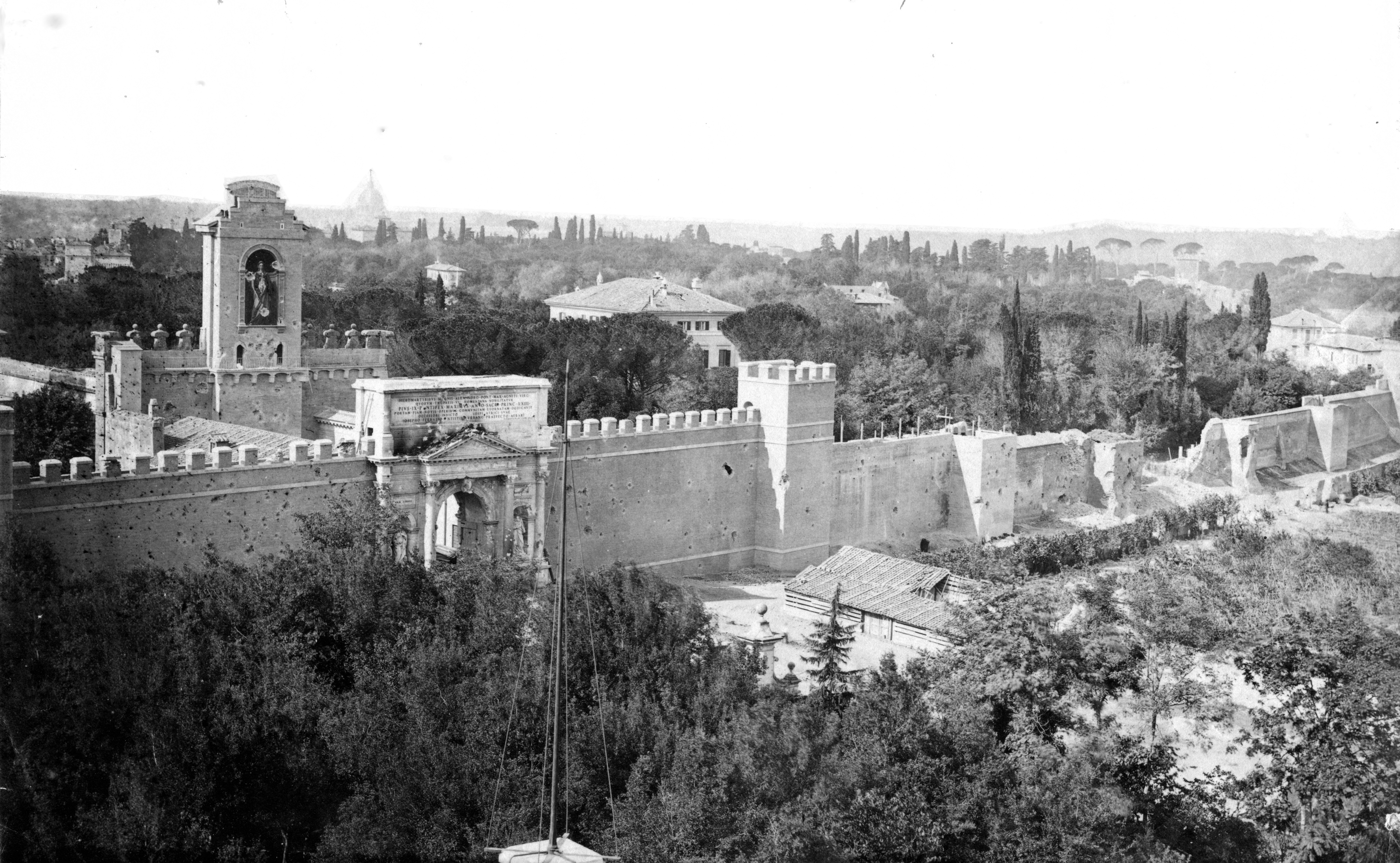
Photo d'époque de la brèche à proximité de la Porta Pia (à droite du cliché).

La prise de Rome (également connu sous le nom de la brèche de Porta Pia), le 20 septembre 1870, provoque l'annexion de la ville au royaume d'Italie, et le décret italien constatant la fin de l'existence des États pontificaux et du pouvoir temporel des papes, ce qui déclenche la controverse dite de la « question romaine » (qui empoisonne la vie politique italienne jusqu'à la signature des accords du Latran en 1929). L'année suivante, la capitale de l'Italie est transférée de Florence à la « Ville éternelle » par la loi no 33 du 3 février 1871.

## Prélude
La volonté de faire de Rome la capitale du nouveau royaume d'Italie est déjà exprimée par Cavour dans son discours devant le Parlement italien en 1860. Cavour, peu de temps après, prend contact avec Diomede Pantaleoni, un patriote romain, qui a une bonne connaissance de l'Église, pour trouver une solution qui garantisse l'indépendance du pape. Le principe est celui « de la liberté absolue de l'Église », la liberté de conscience, en assurant aux catholiques l'indépendance du pape envers le pouvoir civil. Initialement, l'impression est que ces négociations ne déplaisent pas à Pie IX et au cardinal Giacomo Antonelli, mais au cours des premiers mois de 1861, ils changent d'opinion et les négociations prennent fin.
Peu après, Cavour déclare, devant le Parlement, qu'il considère « nécessaire Rome au sein de l'Italie », et que, tôt ou tard, Rome sera la capitale, mais que cela nécessite le consentement de la France. Il espère que toute l'Europe est convaincue de l'importance de la séparation entre le pouvoir spirituel et le pouvoir temporel, et il réaffirme donc le principe d'une « Église libre dans un État libre ».
Déjà en avril, Cavour écrit au prince Napoléon pour convaincre l'Empereur de retirer de Rome la garnison française. Il reçoit du prince un projet de convention :

« Entre l'Italie et la France, sans l'intervention de la cour de Rome, serait stipulé ce qui suit :
1. La France, ayant mis le Saint Père à l'abri de toute intervention étrangère, retirerait de Rome ses troupes, au cours d'un espace de temps déterminé, de 15 jours ou au plus un mois.
2. L'Italie prendrait l'engagement de ne pas assaillir et aussi d'empêcher, de toutes les façons et de quiconque, toute agression contre le territoire resté en possession du Saint Père.
3. Le gouvernement italien s'interdirait toute plainte contre l'organisation d'une armée pontificale, même constituée de volontaires catholiques étrangers, à condition qu'elle ne dépasse pas l'effectif de 10 000 soldats et qu'elle ne dégénéra pas un moyen d'attaque du royaume d'Italie.
4. L'Italie se déclarerait prête à négocier directement avec le gouvernement romain pour prendre à sa charge la part proportionnelle qui lui revenait des anciens États de l'Église. »

— dans Cadorna, Talamo La liberazione.
Le comte Cavour espère faire céder le Pape face la poussée unitaire et le soutien de la population romaine. La convention n'est pas conclue en raison de la mort de Cavour le 6 juin 1861.
Bettino Ricasoli, successeur de Cavour, cherche à rouvrir les négociations avec le cardinal Antonelli dès le 10 septembre 1861, par une note dans laquelle il fait appel à « l'esprit et au cœur du Saint Père, afin que, par son savoir et sa bonté, il consente à un accord qui, laissant intact les droits de la nation, pourvoirait efficacement à la dignité et à la grandeur de l'Église ». Encore une fois Antonelli et Pie IX se montrent réticents. L'ambassadeur français à Rome écrit à son ministre que le cardinal lui a dit :

« Quant à pactiser avec les spoliateurs, nous ne le ferons jamais. »

À partir de ce moment, les activités diplomatiques sont dans une impasse alors que la pression pour une action est forte de la part de Garibaldi et de Mazzini. Il y a une série de tentatives dont celle la plus connue se termine à Aspromonte.

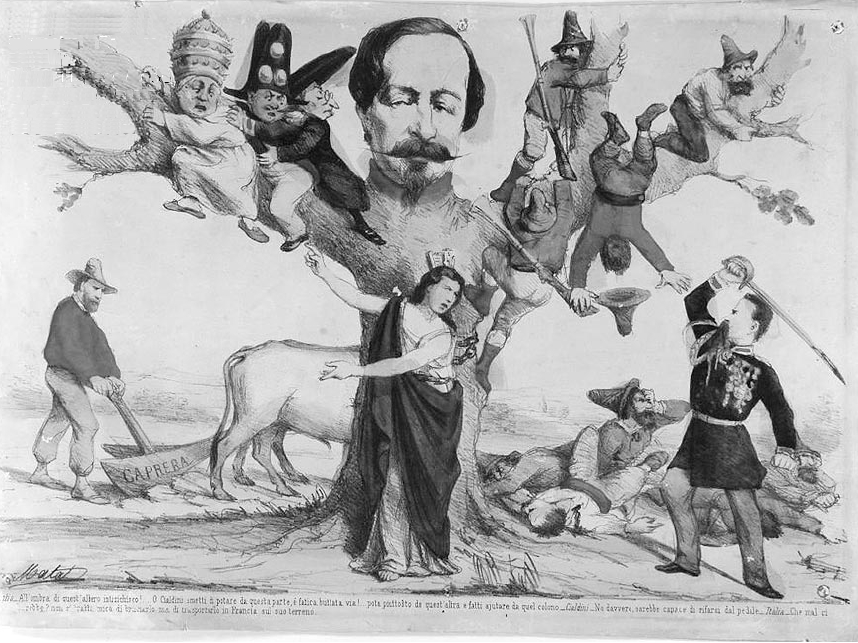
Caricature qui montre l'opposition entre la France et l'Italie. Représentation de Louis Napoléon Bonaparte et Pie IX ; au pied de l'arbre, l'Italie harangue Victor-Emmanuel II

Au début de 1863, le gouvernement de Minghetti reprend les négociations avec Napoléon III, mais après de tels évènements, Napoléon exige de plus grandes garanties. La convention de Septembre est signée qui prévoit le retrait des troupes françaises en échange d'un engagement de la part de l'Italie à ne pas envahir les États pontificaux. À titre de garantie de la part des autorités italiennes, la France demande le transfert de la capitale de Turin à Florence. Les deux parties expriment toutefois un certain nombre de réserves; pour l'Italie, une totale liberté d'action dans le cas où un foyer révolutionnaire éclate à Rome, conditions acceptées par la France qui reconnait de cette façon les droits de l'Italie sur Rome.

En 1867 dans le cadre de la campagne de l'Agro Romano pour la libération de Rome, la bataille de Mentana a lieu qui oppose les Chemises rouges de Giuseppe Garibaldi aux troupes pontificales et françaises. Les troupes italiennes, en vertu de la convention, ne franchissent pas les frontières des États pontificaux alors que les troupes françaises, contrairement aux dispositions de l'accord, restent à Rome et le ministre français Eugène Rouher déclare devant le parlement français 

« que l'Italie peut faire sans Rome; nous déclarons qu'elle ne s'emparera jamais de cette ville. La France ne supportera jamais cette violence faite à son honneur et au catholicisme. »

En réponse, le 9 décembre, Giovanni Lanza, dans son discours d'investiture de la présidence de la chambre des députés, déclare que « nous sommes unanimes à vouloir la réalisation de l'unité nationale, et Rome, tôt ou tard, pour la nécessité des choses et pour la raison des temps, devra être la capitale de l'Italie. »
Le 14 juillet 1870 le gouvernement de Napoléon III déclare la guerre à la Prusse.
L'occupation de Rome est une des causes qui empêche l'alliance militaire entre la France et l'Italie. Le 24 novembre 1876, Jérôme Napoléon Bonaparte II dans un discours à l'Assemblée nationale déclarera que la conservation du pouvoir temporel avait coûté à la France l'Alsace et la Lorraine. La même année, le Pape organise à Rome un concile œcuménique qui doit résoudre le problème de l'infaillibilité pontificale. Cette position est un sujet de préoccupation, de crainte que cela ne serve au Pape pour s'immiscer dans les affaires politiques italiennes.
Le 2 août, la France, afin de renouer des relations amicales avec l'Italie, prévient le gouvernement italien qu'elle est prête à rétablir la Convention de 1864 et à retirer les troupes de Rome.
Le 20 août, à la Chambre des députés italiens, certains membres, y compris Benedetto Cairoli et Giovanni Nicotera, demandent que la convention du 15 septembre soit dénoncée et que l'on marche sur Rome. La réponse du gouvernement rappelle que la convention exclut les « cas particuliers » et que cette clause a permis à Napoléon III d'intervenir à Mentana. Pendant ce temps, toutefois, les Français abandonnent Rome. Encore une fois la diplomatie italienne s'active afin de demander une solution à la question romaine. L'impératrice Eugénie, qui occupe à l'époque les fonctions de régent, envoie le navire de guerre Orénoque prendre position en face de Civitavecchia. Mais les évènements de la guerre franco-prussienne s'aggravent pour les Français, et Napoléon III demande le soutien de l'Italie qui, compte tenu de l'état des relations, le lui refuse.
Le 4 septembre 1870 le Second Empire tombe et la Troisième République est proclamée en France. Ce bouleversement ouvre de fait, à l'Italie, la route de Rome.

## Préparation diplomatique
Le 29 août 1870, le ministre des Affaires étrangères, le marquis Emilio Visconti-Venosta envoie au ministre du Roi à Paris une lettre qui expose le point de vue du gouvernement italien à présenter au gouvernement français.
Visconti-Venosta fait apparaitre que les conditions qui ont conduit à la convention de septembre entre la France et l'Italie sont caduques.

« Florence, 29 août 1870. 
Il Ministro degli Affari Esteri al Ministro del Re a Parigi (« le ministre des Affaires Étrangères au ministre du Roi à Paris »)
…Le but que le Gouvernement impérial poursuivait, celui de faciliter une conciliation entre le Saint-Père, les Romains et l'Italie, dans un sens conforme aux vues exprimées par l'Empereur dans sa lettre à M. de Thouvenel du 26 mai 1862, a été non seulement manqué, mais même complètement perdu par suite de circonstances sur lesquelles il serait inutile d'appuyer… »

Le même jour, Visconti-Venosta transmet à tous les représentants de Sa Majesté à l'étranger une circulaire qui expose aux puissances européennes les garanties qui sont offertes au Pape pour protéger sa liberté. Il souligne la nécessité urgente de résoudre le problème qui, selon le gouvernement italien, ne peut être reportée. Le 7 septembre, il envoie une autre lettre dans laquelle les intentions du gouvernement sont de nouveau précisées et les motivations renforcées. Le 8 septembre, le ministre du roi, à Munich, le Génois Giovanni Antonio Migliorati (it), répond à Visconti-Venosta exposant les résultats de l'entrevue avec le comte de Bray, « Le ministre des Affaires étrangères m'a dit que les bases qui rapprocheraient l'Italie du Saint-Siège… lui semblaient telles qu'elles seraient acceptées par Rome… ».
Des opinions similaires arrivent de Berne de Luigi Melegari, de Vienne, de Karlsruhe, du gouvernement de Bade et de Londres. Le seul gouvernement qui tarde à prendre position est celui de Bismarck qui est à Paris avec Guillaume Ier afin d'être couronné empereur. Seul le 20 septembre, depuis Berlin, il exprime une position de stricte non-ingérence. Jules Favre ministre du nouveau gouvernement français envoie, le 10 septembre, une indication qui affirme que le gouvernement français « ne peut approuver ni reconnaître le pouvoir temporel du Saint-Siège ».
Le 20 août, le cardinal Antonelli, à son tour, adresse une requête aux gouvernements étrangers au cas où ils s'opposeraient « aux violences du gouvernement sarde dont ils sont menacées ». La plupart des gouvernements se limitent à ne pas répondre, d'autres expriment l'opinion que la chose ne les concerne pas.

## Préparatifs militaires
Le gouvernement procède à la mise en place d'un « corps d'observation de l'Italie centrale ». Dans ce contexte, les classes 1842/45 sont appelées dans l'armée. Le 10 août le ministre de la guerre de Giuseppe Govone convoque le général Raffaele Cadorna à qui il donne le commandement du corps avec les dispositions suivantes :

« 1. Maintenir inviolée la frontière des États pontificaux de toute tentative d'irruption de bandes armées qui chercheraient à entrer ;

2. Maintenir l'ordre et réprimer tous mouvements insurrectionnels qui se manifesteraient dans les provinces occupées par les divisions placées sous ses ordres ;

3. Dans le cas de mouvements insurrectionnels dans les États pontificaux, empêcher qu'ils s'étendent dans cette zone de la frontière. »

Les dispositions se terminent par :

« La prudence et l'énergie que vous avez démontrées en d'autres circonstances dans de non moins graves situations, donne une confiance certaine que l'objectif que le gouvernement se propose sera pleinement atteint. »

En plus de Cadorna, le gouvernement nomme aussi les commandants des trois divisions qui composent le corps en les personnes des généraux Emilio Ferrero, Gustavo Mazè de la Roche et Nino Bixio. Cadorna exprime immédiatement ses doutes sur la présence de Bixio, qui, selon lui, est trop impétueux et, par conséquent, ne convient pas pour une mission qui « nécessite beaucoup de prudence ». Govone, qui se retire quelques jours plus tard du gouvernement, accepte le point de vue de Cadorna et nomme, à la place de Bixio, le général Enrico Cosenz.
À la fin du mois d'août, les trois divisions sont portées à cinq et le commandement de ces nouveaux détachements est confié aux généraux Angioletti (it) et Bixio qui ne rencontre pas la sympathie du commandant du corps. Le corps se compose de plus de 50 000 hommes.
Le corps pontifical est composé d'environ 15 000 soldats de diverses nationalités. Environ 4 000 sont français, principalement les Zouaves pontificaux et la légion d'Antibes ou légion Romaine forte de 1 200 hommes, et environ 1 000 sont allemands. Il y a 400 volontaires pontificaux. Avec le déclenchement de la guerre franco-prussienne l'armée française a été rappelée. Le commandement est assuré par le général Hermann Kanzler, secondé par les généraux De Courten et Zappa.

## Faits

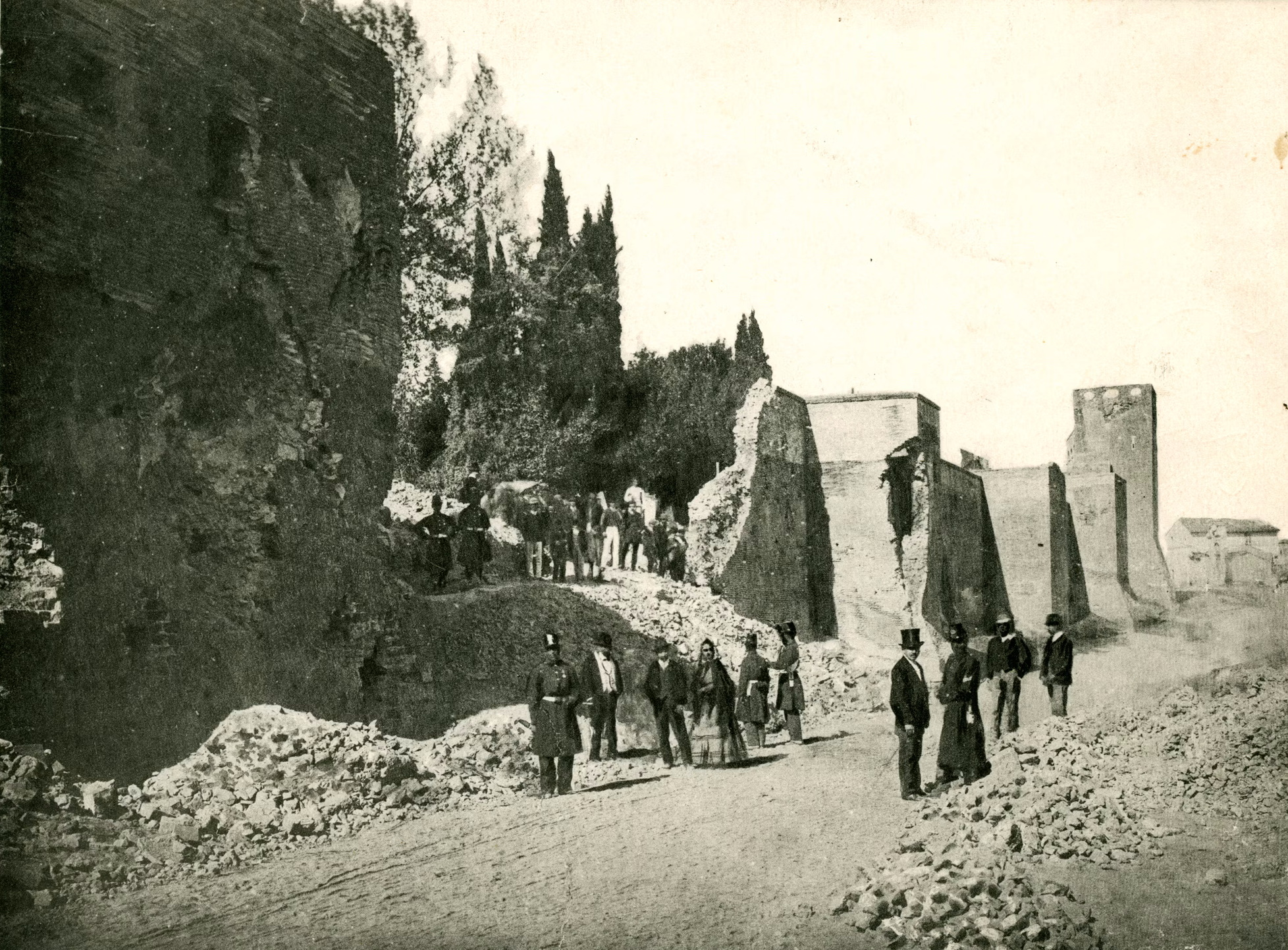
Le mur abattu à proximité de la Porta Pia

Le 8 septembre, quelques jours avant l'attaque, une lettre manuscrite du roi Victor-Emmanuel II est transmise au pape Pie IX par le comte Gustavo Ponza di San Martino (it), sénateur du royaume. Dans la lettre au Saint-Père, Victor-Emmanuel, après avoir expliqué ses craintes des menaces du « parti de la révolution cosmopolite » explicite « l'inévitable nécessité pour assurer la sécurité de l'Italie et du Saint-Siège, que mes troupes, déjà en place aux frontières, s'avancent pour occuper les positions indispensables pour la sécurité de Votre Sainteté et le maintien de l'ordre ».
Le 10 septembre, le comte de San Martino écrit de Rome au chef du gouvernement, Giovanni Lanza, et il décrit ses rencontres de la journée précédente avec le cardinal Antonelli et en particulier celle avec le pape. Il indique qu'il a remis la lettre au Saint-Père qui se montre profondément peiné bien que conscient de l'inévitable action de l'Italie sur Rome qu'il juge illégitime. Il protestera à la face du monde.
La réponse du Pape rédigée le 11 septembre est succincte ; il indique que la lettre qu'il a reçue n'est pas digne d'un « fils affectueux qui se prétend professer la foi catholique ». Il confirme qu'il ne peut adhérer au contenu de la lettre et s'en remet à Dieu.
Le comte de San Martino rapporte verbalement les paroles de Pie IX : « Je ne suis pas un prophète, ni fils de prophète, mais en réalité, je vous dis que vous n'entrerez pas dans Rome ». Après trois jours d'attente inutile, au cours de laquelle la déclaration de reddition est attendue en vain, le matin du 20 septembre vers 9 heures, l'artillerie de l'armée italienne, dirigée par le général Raffaele Cadorna, ouvre une brèche d'une trentaine de mètres dans les murs de la ville, à proximité de la Porta Pia, ce qui permet à deux bataillons, un d'infanterie, l'autre de Bersaglieri, d'occuper la ville.
Pie IX condamne sévèrement l'acte par lequel la Curie romaine se voit soustraire sa domination séculaire sur Rome. Il se retire au Vatican, se déclarant prisonnier jusqu'à sa mort.

## Action militaire
Malgré l'importance historique des faits (la réunion de Rome à l'Italie et la fin des États pontificaux), du point de vue militaire l'opération est d'une importance limitée. En effet, les troupes françaises qui étaient garantes de l'intégrité des États pontificaux, ayant rembarqué du 4 au 6 août, l'armée pontificale (composée d'un total d'environ 15 000 hommes, comprenant les gardes suisses, des Volontaires provenant principalement de France, de Belgique, d'Autriche, des Pays-Bas, d'Espagne, mais surtout les Zouaves pontificaux et la Légion romaine dite Légion d'Antibes, sous le commandement du général Kanzler) est particulièrement symbolique.
Sur les raisons pour lesquelles Pie IX n'exerce pas une plus longue résistance, il existe plusieurs hypothèses : la plus accréditée est celle de la volonté du Vatican d'éviter un combat sans espoir. Il est connu que l'ancien secrétaire d'État, le cardinal Giacomo Antonelli, a donné l'ordre au général Kanzler de retirer ses troupes à l'intérieur des murs et de se limiter à un acte de résistance symbolique. Le général italien Cadorna accorda au général Kanzler une capitulation honorable, l'armée pontificale quitta Rome avec les honneurs de la guerre, avec drapeaux, armes et bagages. Les zouaves pontificaux et la Légion romaine embarquèrent pour la France fin septembre.

## Comité gouvernemental
Le 25 septembre, Cadorna, qui dispose d'une « haute autorité conférée par le gouvernement, y compris de promouvoir la formation du gouvernement de la ville de Rome » décide de reconnaître l'exécutif du gouvernement qui s'est créé et est constitué sous la présidence de Michelangelo Caetani, duc de Sermoneta. L'organisme prend le nom de « comité provisoire du gouvernement de Rome et sa province ».
Outre Caetani, les membres de l'exécutif sont :
- le prince Francesco Pallavicini
- Emanuele Ruspoli, des princes Ruspoli
- le duc Francesco Sforza Cesarini (it)
- le prince Baldassarre Odescalchi
- Ignazio Boncompagni Ludovisi (it), des princes de Piombino
- Biagio Placidi (it), avocat
- Vincenzo Tancredi, avocat
- Raffaele Marchetti, avocat
- Vincenzo Tittoni
- Pietro Deangelis
- Achille Mazzoleni
- Felice Ferri
- Augusto Castellani
- Alessandro Del Grande

### Plébiscite d'annexion
Le Gouvernement du Royaume a dans les mémorandums diffusés à l'étranger « proclamé le droit des Romains à choisir le gouvernement qu'ils souhaitent . » Tout comme cela a été fait pour les autres provinces d'Italie, un référendum est organisé à Rome pour réaliser l'unification de la ville au Royaume d'Italie.
La formule initialement proposée débute par «avec la certitude que le gouvernement italien assurera l'indépendance de l'autorité spirituelle du Pape ...». Cette proposition est jugée inutile et la question posée est :

« Nous voulons notre union avec le royaume d'Italie sous le règne du roi Victor-Emmanuel II et de ses successeurs »

Initialement le gouvernement à Florence avait exclu du vote la cité léonine mais les griefs de la population conduisent les autorités locales à l'inclure dans la consultation .
Le plébiscite se déroule le 2 octobre 1870. Les résultats voient l'écrasante victoire du « oui », 40 785, face au « non » qui sont seulement 46. Le résultat complet de la province de Rome est de 77 520 « oui » contre 857 « non » et pour tout le territoire annexé, les résultats sont de 133 681 « oui » contre 1 507 « non »,.

## Répercussions internationales
Les États européens ne reconnaissent pas mais ils acceptent l'action italienne. Déjà, le 21 septembre, le représentant du roi à Munich écrit que le comte Bray, ministre de Bavière, prévenu des évènements, a exprimé sa satisfaction que tout a été fait sans effusion de sang. Launay de Berlin rapporte le 22 septembre la position de neutralité du gouvernement de Otto von Bismarck.
Le 21 septembre de Tours l'ambassadeur en France, Costantino Nigra, envoie le message suivant :

« Ce matin, j'ai reçu le télégramme dans lequel l'E. V. m'a fait l'honneur de m'annoncer que les troupes royales sont entrées hier dans Rome après une légère résistance des milices étrangères, où le feu a cessé sur ordre du Pape.

J'ai immédiatement signalé cette information à M. Crémieux, membre du gouvernement de la Défense nationale, et président de la délégation gouvernementale en place à Tours. 

M. Crémieux m'a exprimé ses plus sincères félicitations pour le fait que je lui ai annoncé. »

Carlo Cadorna, frère aîné du général, est ministre à Londres, dans le courrier envoyé le 22 septembre, il parle longuement de la conversation qu'il a eu avec le comte Granville, le ministre des affaires étrangères du cabinet Gladstone. Granville ne fait pas de commentaires et selon Cadorna « l'information qu'il lui avait donnée lui paraissait acceptable ». Cette impression est confirmée dans un télégramme envoyé le 27, dans lequel l'ambassadeur exprime la satisfaction du ministre sur les modalités selon lesquelles se sont déroulés les évènements.

## Réactions du gouvernement pontifical
Le 8 novembre, le cardinal Antonelli diffuse aux représentants des États étrangers une note qui attaque Visconti-Venosta. Le Pape se déclare « prisonnier de l'État italien » qui promulgue en mai 1871 la loi des Garanties, qui donne à l'Église l'usufruit des biens qui appartiennent désormais à la cité du Vatican, et confère au pape une série de garanties sur son indépendance. Toutefois, ce compromis n'a jamais été accepté par les papes.
En 1874, Pie IX délivre le Non expedit[réf. souhaitée], qui interdit aux catholiques de prendre part à la vie politique italienne.
De plus le pape inflige l'excommunication à la Maison de Savoie, à Victor-Emmanuel II et à ses descendants et avec eux à tous ceux qui participent à la vie politique italienne. C'est seulement au cours de la période de Giolitti que l'interdiction est progressivement levée jusqu'au retour définitif des catholiques comme électeurs et comme élus dans la vie politique italienne. En 1919, avec la fondation du parti populaire italien de Luigi Sturzo, les catholiques sont présents officiellement dans le monde politique italien. La situation n'est finalement résolue qu'en 1929, avec les accords du Latran.

## Hommages et commémorations

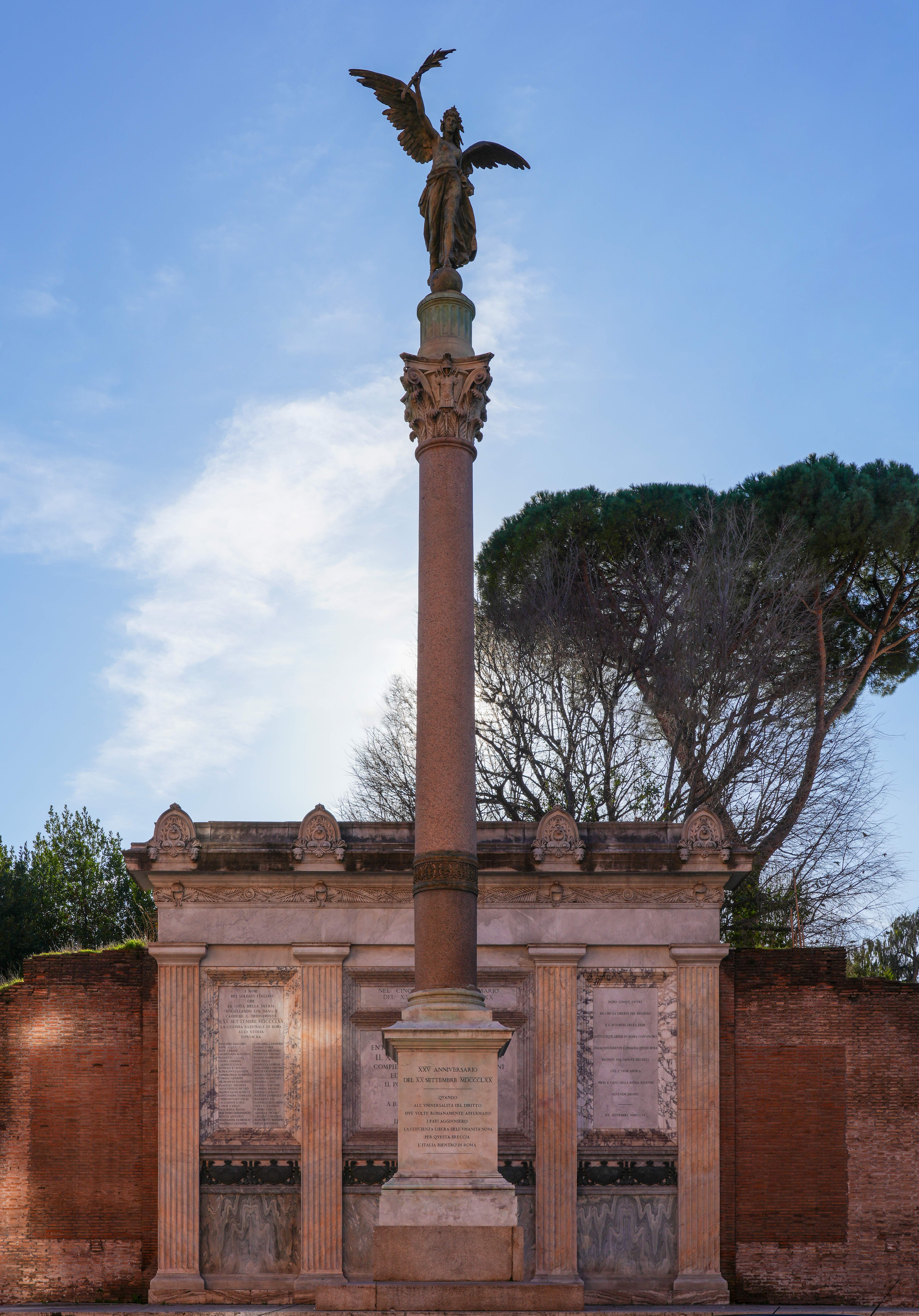
La colonne et la plaque commémorative du cinquantenaire du XX settembre 1870 sur les lieux de la brèche

Le XX septembre est utilisé comme nom de rue dans de nombreuses villes d'Italie, c'est parfois le nom de la rue qui conduit à la cathédrale afin de rappeler la victoire de l'État laïc de 1870. Lors des commémorations du cinquantenaire de la brèche de la porta Pia en 1920, un monument et une plaque ont été installés sur le lieu exact de la brèche.